# Heinkel He 162
Heinkel He 162 foi um caça monoposto a jato produzido pela Heinkel para a Luftwaffe durante a Segunda Guerra Mundial.

## História
Foi apelidado de "Volksjäger" (Caça do povo), e fazia parte de um programa conjunto da Luftwaffe e do Partido Nazista, que visava ter um caça barato, simples, de fácil construção e que fosse impulsionado por apenas uma turbina a jato, isso tudo visando fazer frente aos caças aliados a pistão e também visando economia de recursos e matérias-primas.
O He 162 possuía um desenho único, tendo a ponta das asas viradas para baixo e o seu motor a jato montado sobre a fuselagem. O motor foi colocado bem acima da fuselagem para facilitar a tomada de ar e a saída dos gases resultantes da combustão, mas essa alteração dificultava a visão às 6 horas.
Foi equipado com um assento ejetável para um possível abandono da aeronave durante o voo, já que o método tradicional poderia fazer com que o piloto fosse sugado para dentro do motor da aeronave pelo fato dele estar localizado logo atrás da cabine.
Concorreu diretamente contra a Blohm & Voss, Arado, Focke-Wulf e Heinkel que também apresentaram propostas para produzir o Volksjäger. O vencedor foi a Blohm & Voss, sendo este um projeto melhor e que levava algumas vantagens em relação ao projeto da Heinkel, dentre elas o fato do avião ter uma autonomia de voo de 20 minutos ao nível do mar, quando o exigido pelo Jägerstab, Estado-Maior dos Caças, era de 30 minutos. Os projetos foram reavaliados em 19 de setembro, ficando a Heinkel como uma segunda alternativa.
Após nova reunião em 23 de setembro, o projeto da Heinkel foi escolhido como vencedor pelo fato do avião já estar construído, pois a Heinkel já estava trabalhando numa aeronave com motores a jato, tendo apenas fazer os ajustes, enquanto que a concorrente Blohm & Voss teria de começar o seu projeto do zero.
Algumas pessoas, como o General Adolf Galland, se posicionaram contra o projeto, com o argumento de que deveriam concentrar o esforço em aeronaves que já estavam com o seu protótipo aprovado e na linha de montagem, como o Messerschmitt Me 262.

## Entrada em serviço
O primeiro voo foi realizado no dia 6 de dezembro de 1944 por um modelo He 162 V1.
No fronte abateu uma aeronave britânica no dia 19 de abril de 1945, no qual o piloto britânico confirmou ter sido abatido por uma aeronave a jato. Mais duas requisições de vitórias foram feitos pelos pilotos alemães, mas apenas uma, sobre um Tempest V foi confirmada. Das aeronaves em serviço, uma foi abatida, sendo outras três prováveis.
Com o término da guerra, 300 aeronaves haviam sido concluídas, estando outras 800 na linha de montagem.

## Variantes
| Variante         | Características | Qtd. produzida |
| ---------------- | --- | -------------- |
| He 162 A-0       | Modelo de pré-produção | 10             |
| He 162 A-1       | Armado com dois canhões Mk 108 de 30 mm (1,18 in) com 50 cápsulas por arma | N/D            |
| He 162 A-2       | Armado com dois canhões MG 151/20 de 30 mm (1,18 in) com 120 cápsulas por arma | N/D            |
| He 162 A-3       | Proposta de atualização com reforço no nariz para os canhões Mk 108 | N/D            |
| He 162 A-8       | Proposta de atualização com motor mais potente Junkers Jumo 004D-4 de 1 040 kgf (10 200 N); Muster (modelo) protótipos de airframe M11 e M12 em testes revelaram uma velocidade máxima de 885 km/h (550 mph) ao nível do mar com aceleração normal e velocidade de 960 km/h (597 mph) com aceleração máxima. | N/D            |
| He 162 B-1       | Proposta de protótipo para 1946 para usar um motor turbojato próprio Heinkel HeS 011A, com fuselagem alongada para mais capacidade de combustível autonomia, bem como aumento de envergadura. | N/D            |
| He 162C          | Proposta de atualização da nova fuselagem série B, com motor HeS 011A e asa envergada como de gaivota e com enflechamento, nova cauda em "V". | N/D            |
| He 162D          | Proposta de atualização similar ao He 162C com a diferença que a envergadura da asa com enflechamento invertido, como exemplo o Junkers Ju 287 | N/D            |
| He 162E          | He 162A equipado com motor turbojato BMW 003R mixado, sendo um BMW 003A com a integração do motor foguete BMW 718 movido a combustível liquido - montado exatamente acima do orifício de exaustão do turbojato.                                                                                              | 1              |
| He 162S          | Planador biposto de treino | 1 ?            |
| Tachikawa Ki 162 | Proposta de produção sob licença no Japão com motor ramjet Lorin e Argus pulsojato para primeiro design | N/D            |

## Imagens

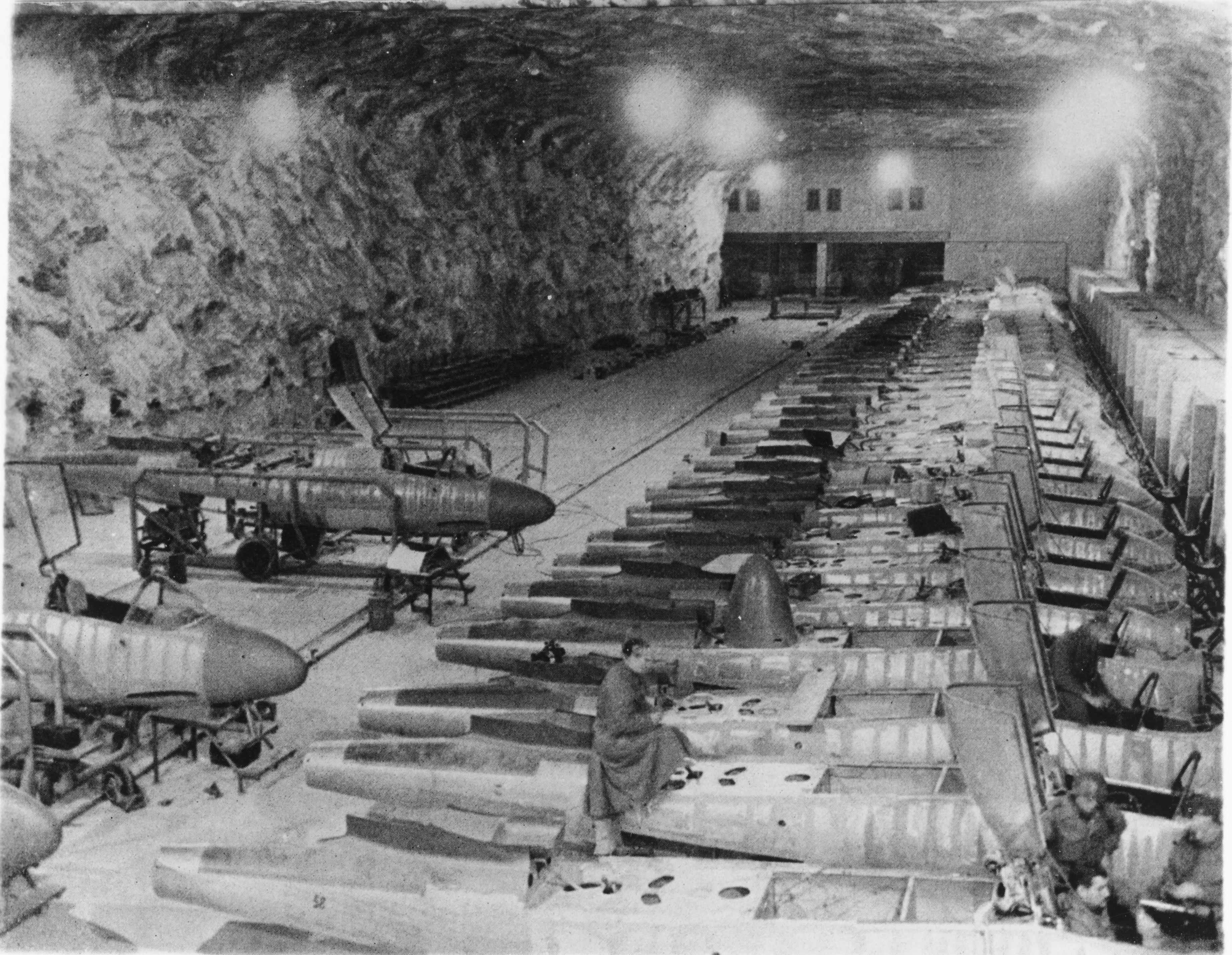
Linha de montagem subterrânbea do He 162, em Janeiro de 1945
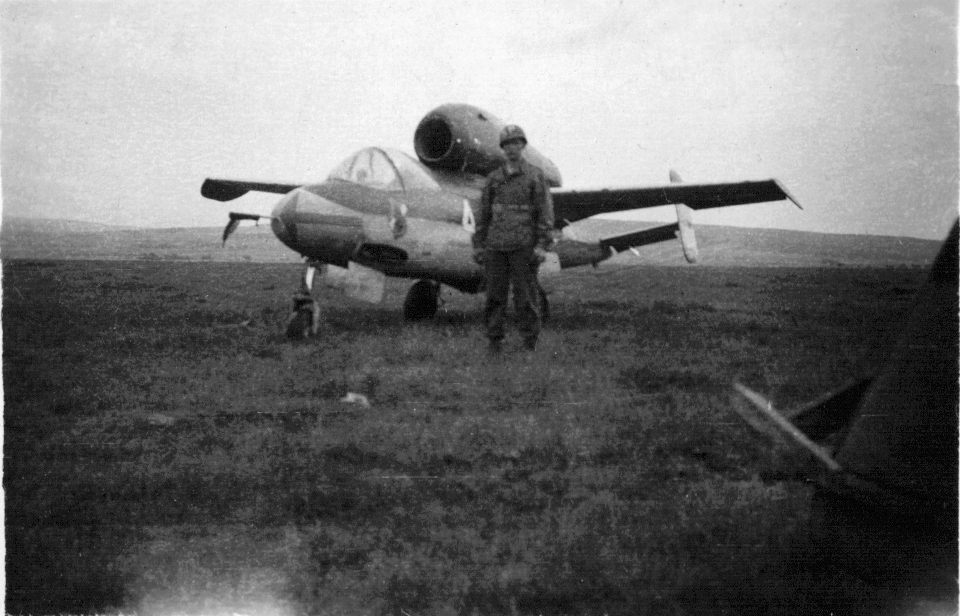
He 162 capturado por forças americanas. Provavelmente em Lint na Bélgica.
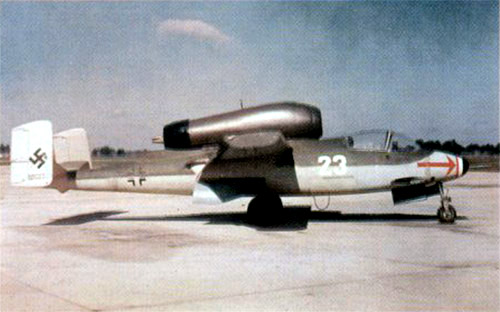
He 162 em testes após a guerra nos EUA.
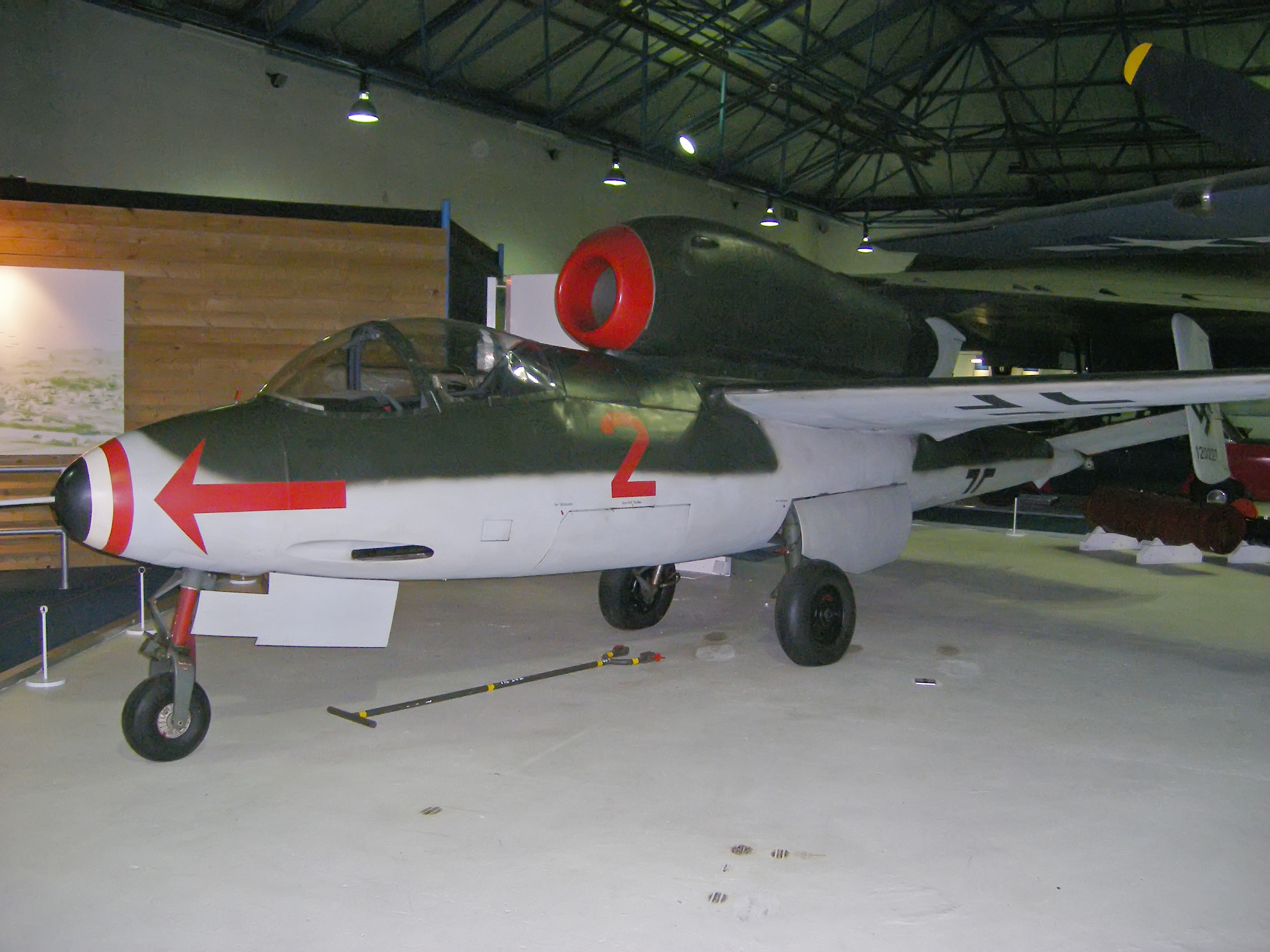
Em exposição no Hendon Aerodrome ao norte de Londres.
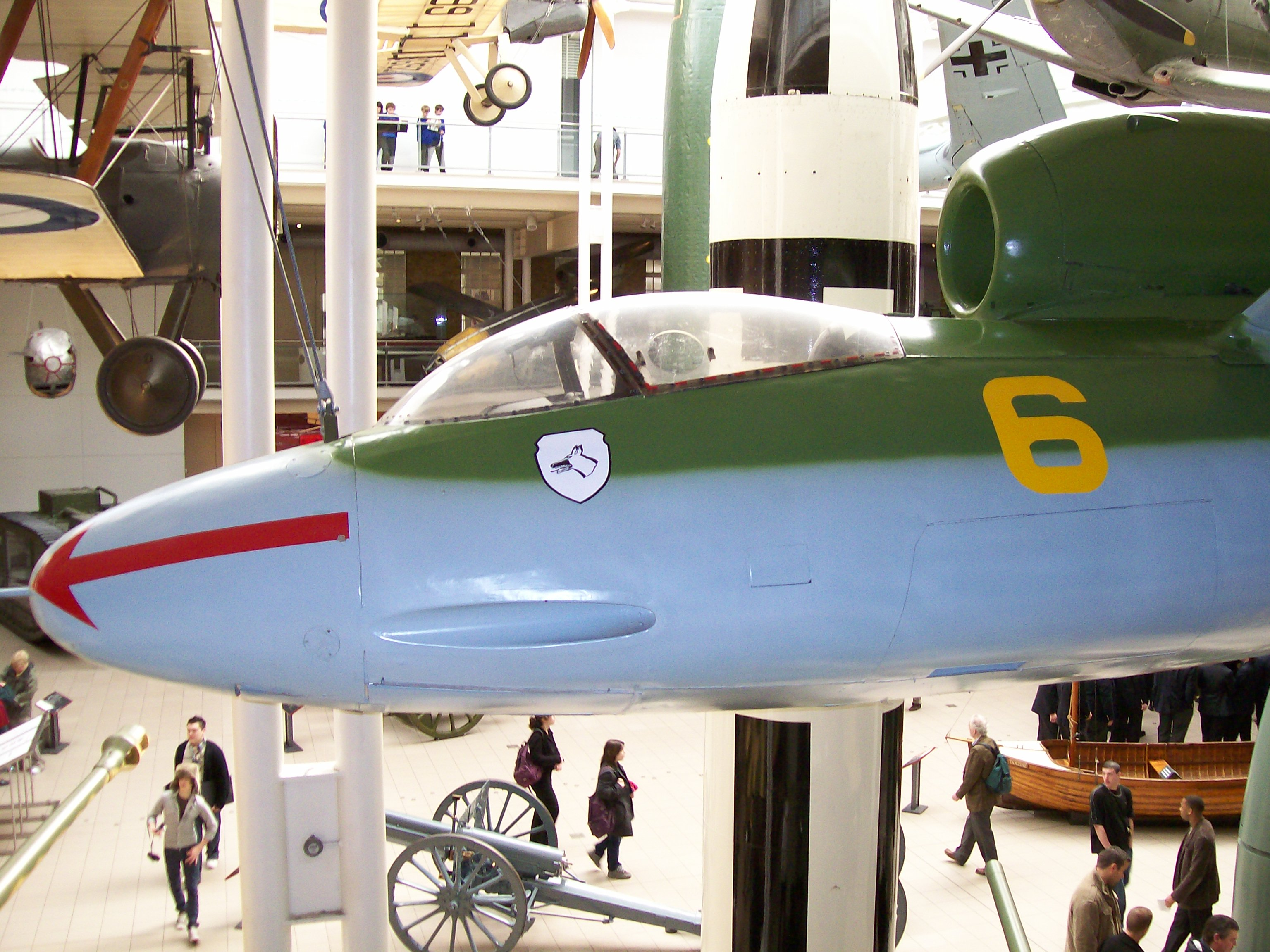
Wk. Nr. 120235, exposto no "Imperial War Museum", hoje movido para Duxford.